# ورتوان
ورتوان، روستایی از توابع بخش رودبار شهرستان شهرستان قزوین در استان قزوین ایران است.

## جمعیت
این روستا در دهستان رودبار شهرستان قرار دارد و براساس سرشماری مرکز آمار ایران در سال ۱۳۸۵، جمعیت آن ۲۶۸ نفر (۷۳خانوار) بوده‌است.

## زبان
اهالی ورتوان به مراغی که از گویش‌های زبان تاتی است، سخن می‌رانند.